# Pic Camboue
Le pic Camboue ou pic Camboué est un sommet des Pyrénées françaises situé en région Occitanie dans le département des Hautes-Pyrénées. Il culmine à une altitude de 3 043 m.

## Géographie

### Topographie
Situé près de la frontière franco-espagnole, le pic Camboue est néanmoins totalement en France. Il constitue un sommet secondaire sur l'arête nord-ouest du pic des Gourgs-Blancs (3 129 m), ce dernier étant sur la frontière et ligne de partage des eaux. Il domine à l'ouest le pic Saint-Saud, dernier des 3 000 pyrénéens de la zone par son altitude.

### Géologie
Le sommet est composé de granodiorite porphyroïde (roche magmatique plutonique) avec enclaves de micaschistes datant du Cambro-ordovicien.